# یواس‌اس ویلوگبای (ای‌جی‌پی-۹)
یواس‌اس ویلوگبای (ای‌جی‌پی-۹) (به انگلیسی: USS Willoughby (AGP-9)) یک کشتی بود که طول آن ۳۱۰ فوت ۹ اینچ (۹۴٫۷۲ متر) بود. این کشتی در سال ۱۹۴۳ ساخته شد.